# Scythrophrys sawayae
Scythrophrys sawayae är en groddjursart som först beskrevs av Cochran 1953.  Scythrophrys sawayae ingår i släktet Scythrophrys och familjen tandpaddor. IUCN kategoriserar arten globalt som livskraftig. Inga underarter finns listade i Catalogue of Life.